# Collablog
Collablog是一個網際網路內容出版系統，也是一種內容管理系統（CMS）、部落格程式，它是以PHP語言撰寫，並搭配MySQL資料庫使用。
在2004年11月開始進行開發，2005年8月時推出測試版，開始在部份網站使用，並推廣到不同面向市場。2008年1月正式對外釋出雙版本的程式下載。
Collablog主要提供給企業、教育事業或個人部落格、網站之用，非營利版本是不收費的。Collablog具備更新內容簡便的特性，它的設計思維是期望提供互動且協同式內容的創造性，以及讓部落格應用更簡單。
其主要的特點是所有的頁面幾乎都有RSS輸出，不論是文章、分類、標籤關鍵字、行事曆、迴響等均然。其次是具備來源網址顯示，文章可選擇多分類、設定文章張貼排程等等。這個部落格程式的概念簡單，功能卻不俗，有部份功能成為一些部落格平台的改進參考。

## 特點
- 可協同產生內容，支援多部落格和多用戶。
- Collablog Portal版程式提供部落格平台的入口網站首頁。
- Collablog Community版程式提供多重用戶共同維護單一部落格頁面，成為共筆部落格。
- 具備HTML視覺化編輯器，所見即所得。
- 支援W3C網頁標準。
- 支援XML-PRC離線編輯功能。
- 支援IE、Mozilla Firefox、Opera、Safari等網際網路瀏覽器。
- 支援模組、模板佈景。
- 支援小工具、外掛、多國語言文件。
- 支援RDF 1.0、 ATOM 0.3 、RSS 2.0。
- 支援WAP 行動網頁格式。
- 支援迴響驗證碼。
- 支援Trackback。
- 支援廣告迴響、引用過濾。
- 支援搜尋內容時讓搜尋結果關鍵字點亮。
- 顯示RSS 功能於大多數網頁。
- 內建網站狀態資訊顯示。
- 內建來源網址(reference link)資訊顯示。
- 支援LDAP。
- 支援電子郵件認證。
- 張貼文章可選擇多分類。
- 可設定文章張貼排程。

## 支援模組
- 行事曆Cal 模組可顯示平日行事曆與社群網路，支援RSS。
- 網路相簿Album 模組提供簡單的上傳功能，與collablog本身的介面一致，支援RSS。
- 討論區Forum 模組是簡單風格的討論板程式，支援RSS。
- 待辦事項List 模組，支援RSS。

## 外部連結
- Yblog.org Collablog Portal正體中文展示站（页面存档备份，存于）
- 優賞社區網誌
- 無名日記
- 採用Collablog Community的正體中文攝影網站